# Lilla Harrie
Lilla Harrie is een plaats in de gemeente Kävlinge in Skåne de zuidelijkste provincie van Zweden. De plaats heeft 321 inwoners (2005) en een oppervlakte van 40 hectare.

## Verkeer en vervoer
Bij de plaats loopt de Länsväg 104.